# Aketi (territorium)
Aketi är ett territorium i Kongo-Kinshasa. Det ligger i provinsen Bas-Uele, i den norra delen av landet, 1 200 km nordost om huvudstaden Kinshasa.